# 에디손 플로레스
에디손 미차엘 플로레스 페랄타(스페인어: Edison Michael Flores Peralta, 1994년 5월 14일 ~ )는 페루의 축구 선수로, 현재 아틀라스 FC에서 페루 프리메라 디비시온의 우니베르시타리오로 임대되어 뛰고 있다. 포지션은 윙어이다.